# Wolfgang de Hesse-Cassel
Titres
Héritier du trône de Finlande
9 octobre – 14 décembre 1918
(2 mois et 5 jours)
Prétendant au trône de Finlande
28 mai 1940 – 12 juillet 1989
(49 ans, 1 mois et 14 jours)
Wolfgang Maurice de Hesse-Cassel (en allemand : Wolfgang von Hessen-Kassel), prince de Hesse-Cassel, est né le 6 novembre 1896 au château de Rumpenheim, à Offenbach-sur-le-Main, en Hesse, dans l'Empire allemand, et mort le 12 juillet 1989 à Francfort-sur-le-Main, en Allemagne de l'Ouest. Proclamé héritier du trône de Finlande durant les dernières semaines de la Première Guerre mondiale, c'est un prince, un administrateur de district (landrat) et un militaire allemand lié au Troisième Reich.

## Famille
Le prince Wolfgang est le quatrième fils du landgrave Frédéric-Charles de Hesse-Cassel (1868-1940), éphémère roi de Finlande sous le nom de Charles Ier en 1918, et de son épouse la princesse Marguerite de Prusse (1872-1954). Par son père, il est le petit-fils du landgrave Frédéric de Hesse-Cassel (1820-1884), un temps pressenti comme héritier du trône de Danemark, et de sa seconde épouse la princesse Anne de Prusse (1836-1918) tandis que, par sa mère, il descend de l'empereur allemand Frédéric III (1831-1888) et de son épouse la princesse royale Victoria du Royaume-Uni (1840-1901).
Le 17 septembre 1924, Wolfgang épouse la princesse Marie-Alexandra de Bade (1902-1944), fille du chancelier allemand Max de Bade (1867-1929) et de son épouse la princesse Marie-Louise de Hanovre (1879-1948).
Devenu veuf, Wolfgang se remarie, le 7 septembre 1948, à la roturière Ottilia Moeller (1903-1991), fille de Ludwig Moeller.
Resté sans enfant, Wolfgang adopte, en 1952, son neveu, le prince Charles de Hesse-Cassel (1937-2022).

## Biographie

### Jeunesse

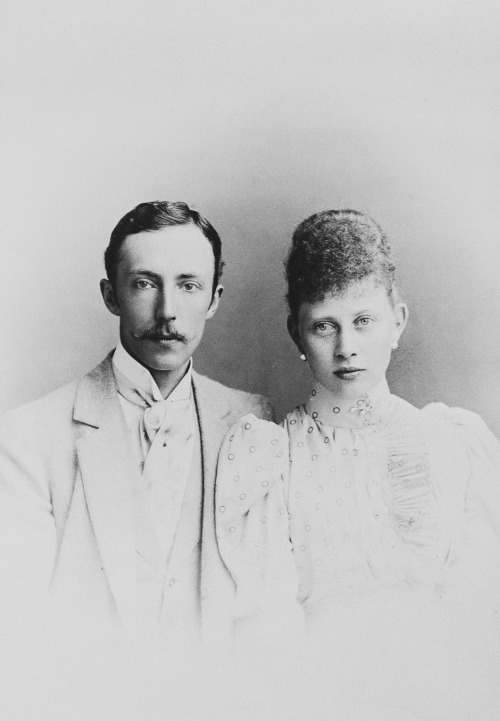
Frédéric-Charles de Hesse-Cassel et Marguerite de Prusse (1892), parents du prince Wolfgang.

Le prince Wolfgang et son frère jumeau (mais aîné) Philippe naissent le 6 novembre 1896 au château de Rumpenheim, dans le grand-duché de Hesse. Troisième et quatrième fils du prince Frédéric-Charles de Hesse-Cassel et de son épouse la princesse Marguerite de Prusse, les deux enfants sont suivis d'une autre pair de jumeaux, les princes Christophe et Richard de Hesse-Cassel, en 1901.
Wolfgang, que sa famille surnomme affectueusement « Bogie », grandit au sein d'une famille aimante et unie. Il reçoit une éducation cosmopolite, donnée par des gouvernantes et des tuteurs de différentes nationalités. Outre l'allemand, il apprend ainsi l'anglais, qu'il parvient à dominer parfaitement. À l'adolescence, le prince quitte sa famille pour étudier à l'académie militaire de Lichterfelde, à Berlin. Comme la plupart des membres de son milieu, le prince est destiné à intégrer l'armée. Sa décision de quitter son foyer n'est cependant pas motivée que par son ambition de servir l'Allemagne. Comme il le révèle, plus tard, dans ses mémoires, le prince subit en effet le harcèlement sexuel de l'un de ses tuteurs et il voit dans l'académie une échappatoire aux avances qu'il subit.

### La Première Guerre mondiale et le mirage finlandais
Durant leur enfance, Wolfgang et ses frères effectuent de fréquents séjours au Royaume-Uni et c'est en Angleterre qu'ils assistent au déclenchement de la Première Guerre mondiale. De retour en Allemagne à la fin juillet 1914, le prince rejoint immédiatement l'académie de Lichterfelde. 
Mobilisé dans le 6e régiment d'uhlans (de), au côté de son frère Frédéric-Guillaume (de), il sert sur de nombreux théâtres d'opération : en France, en Serbie, en Macédoine et en Roumanie. Éloigné du front par son oncle, le Kaiser Guillaume II, après le décès des deux aînés de sa fratrie, Wolfgang a le triste privilège d'identifier la dépouille de son frère Frédéric-Guillaume, décapité par un coup de baïonnette, en 1916. Wolfgang passe ensuite les dernières années de la guerre dans l'état-major du feld-maréchal August von Mackensen.
En septembre 1918, des représentants du gouvernement finlandais offrent au prince Frédéric-Charles de Hesse-Cassel, père de Wolfgang, la couronne de leur pays. Poussé par le Kaiser, le prince accepte et il est proclamé roi sous le nom de Charles Ier. Wolfgang est alors nommé héritier du trône (tandis que son frère aîné, Philippe, doit succéder à son oncle comme héritier des Hesse-Cassel). La défaite des puissances centrales, en novembre 1918, met toutefois un terme aux projets de la famille et ni Frédéric-Charles ni Wolfgang ne se rendent finalement en Finlande.

### La chute du régime impérial et ses conséquences

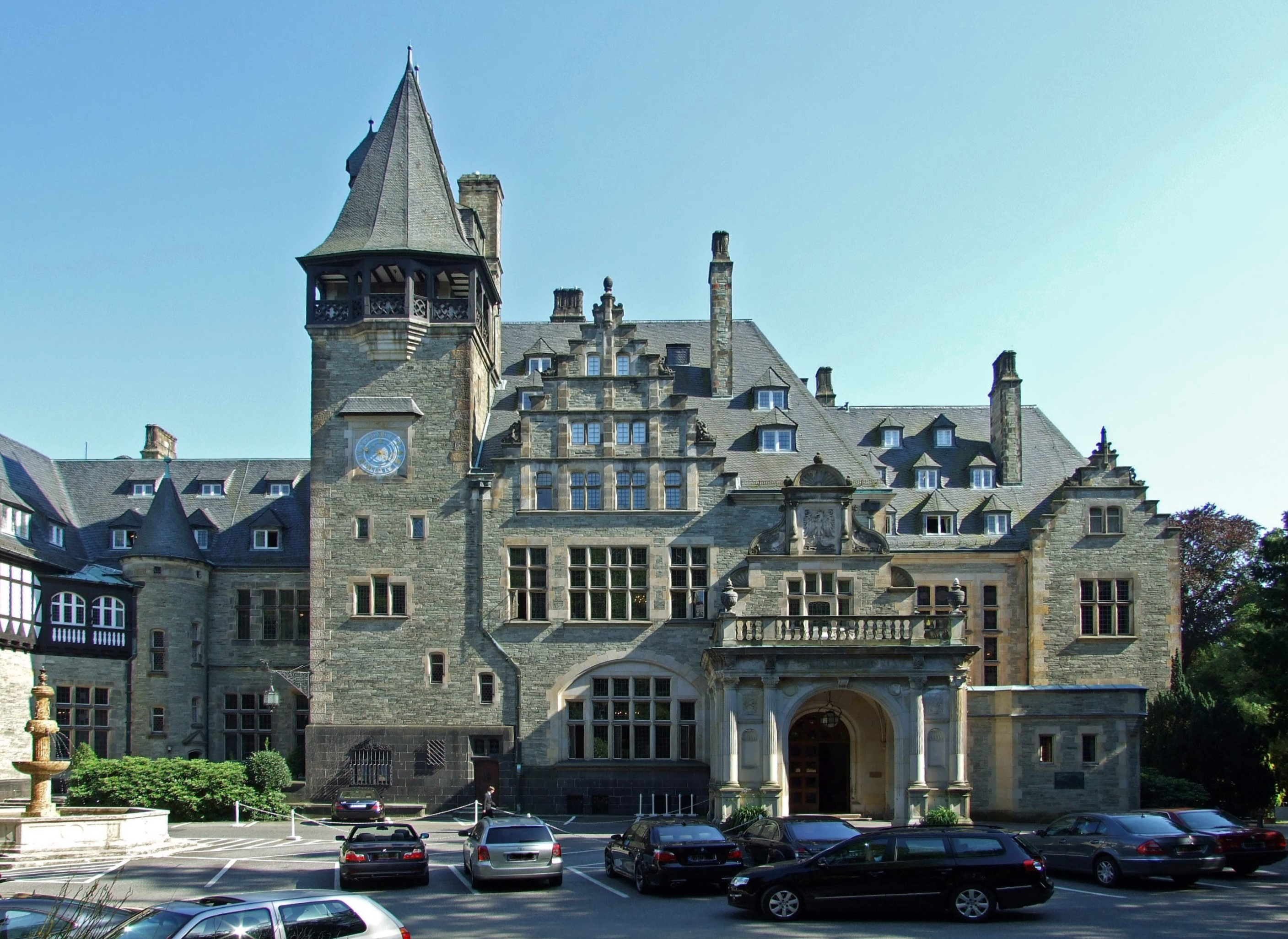
Friedrichshof (aujourd'hui château-hôtel de Kronberg) en 2007.

La défaite de l'Allemagne est accompagnée d'une vague de révolutions qui renversent une à une les dynasties germaniques. Étroitement liés à l'ancien Kaiser, dont la princesse Marguerite est la sœur, les Hesse-Cassel sont alors pris à partie par les révolutionnaires. Leurs chevaux et leurs voitures sont ainsi confisqués et leur vie est bientôt menacée par des insurgés. Wolfgang quitte alors la résidence familiale de Friedrichshof pour chercher aide et protection auprès de soldats loyalistes positionnés à Francfort-sur-le-Main. Mise en sécurité grâce à cette intervention, la famille n'en traverse pas moins des moments de grande angoisse. 
Après ces événements, Wolfgang participe à la répression organisée contre les révolutionnaires à Cassel. Il travaille ensuite dans le commandement général de l'armée, qui organise la démobilisation. Il assiste par ailleurs, impuissant, à l'occupation de la Rhénanie par les troupes françaises.

### Carrière professionnelle et vie sentimentale
Au début des années 1920, Wolfgang s'engage dans une voie professionnelle relativement surprenante pour une personne de son milieu. Sous le pseudonyme de Wolfgang Wildhof, il effectue un stage de deux ans à la M. M. Warburg & Co. de Hambourg. Protégé par son directeur, le banquier juif Max Warburg, il fuit la période d'hyperinflation (1923) en partant travailler trois mois dans une filiale de la banque, à New York.
De retour en Allemagne, Wolfgang travaille ensuite dans les chambres du commerce de Francfort-sur-le-Main et Wiesbaden.
Sa carrière professionnelle n'empêche pas le prince de cultiver sa vie sentimentale. En décembre 1921, Wolfgang est approché par la baronne Lilli von Heemstra (en), qui cherche à l'épouser, sans succès. Plus tard, durant son séjour aux États-Unis, la presse le soupçonne d'être parti en Amérique pour s'y trouver une riche compagne. Quoi qu'il en soit, le prince finit par épouser, en 1924, une jeune femme de son milieu et de son rang, la princesse Marie-Alexandra de Bade, fille de l'ancien chancelier allemand Max de Bade.

### Entre adhésion au nazisme et ascension sociale

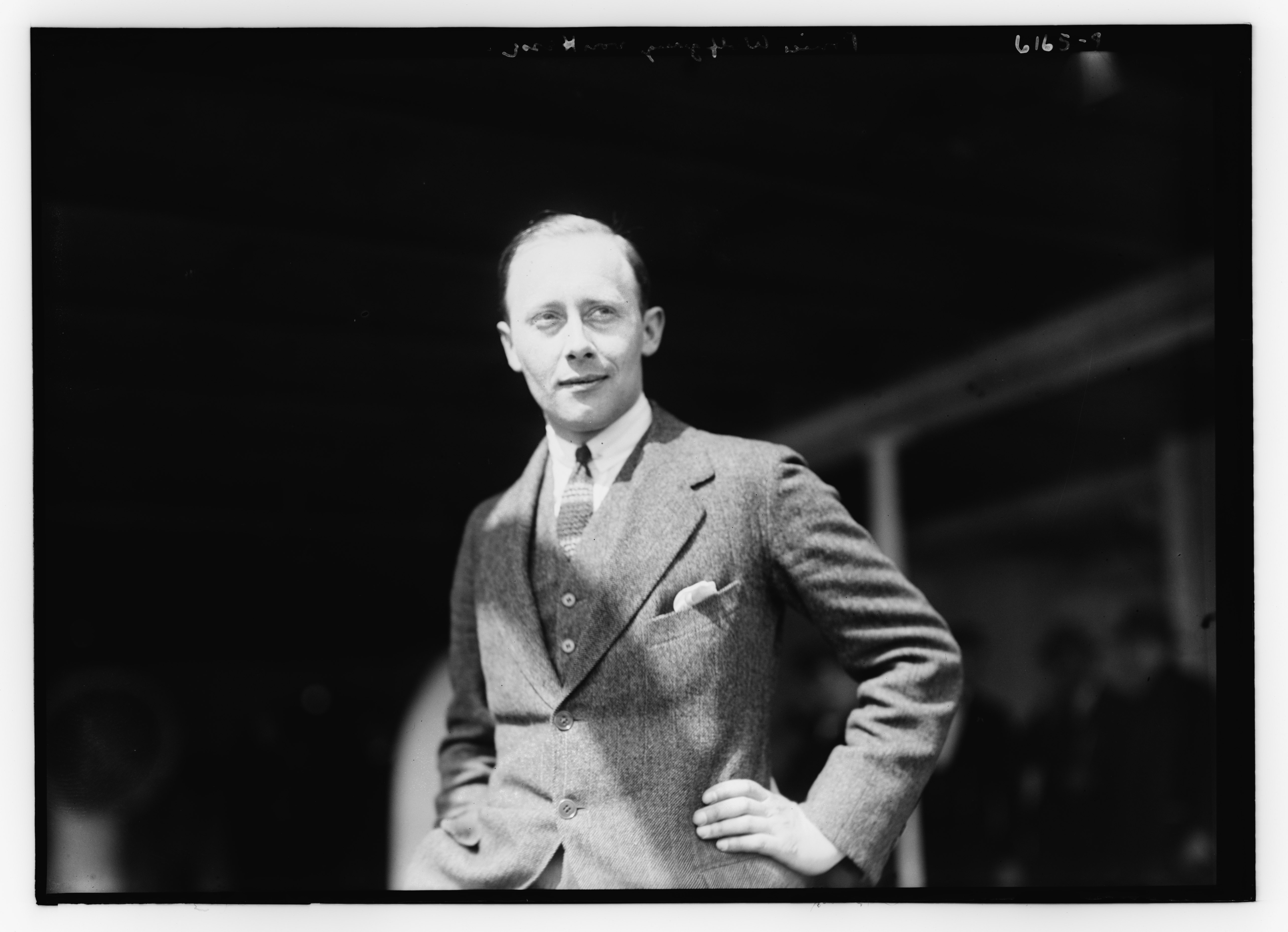
Le prince Wolfgang dans les années 1920.

Contrairement à ses frères Philippe et Christophe de Hesse-Cassel, qui rejoignent le parti nazi dès 1930-1931, Wolfgang reste plus longtemps éloigné du mouvement d'extrême-droite, dont il connaît l'existence depuis 1926. De par son travail, Wolfgang côtoie en effet de nombreux Juifs et il n'est donc pas dans son intérêt d'apparaître comme un soutien de l'antisémitisme. 
Les choses changent après l'arrivée des nazis au pouvoir en 1932-1933. Désireux de profiter de l'ascension d'Adolf Hitler, Wolfgang rejoint la SA dans le but d'être admis au NSDAP. Pendant plusieurs mois, il suit ainsi un entraînement idéologique antisémite, au cours duquel on l'oblige à dénoncer le régime impérial en place jusqu'en 1918, à chanter des hymnes racistes et à accepter sans broncher les insultes qui lui sont adressées à cause de ses origines aristocratiques. Dans ses mémoires, le prince décrit cette période comme profondément désagréable et humiliante, mais il tait les brutalités qui ont accompagné les actions auxquelles son appartenance aux SA l'ont certainement associé. Quoi qu'il en soit, Wolfgang est admis au NSDAP le 1er avril 1932. Son épouse, la princesse Marie-Alexandra de Bade, l'y rejoint le 1er janvier 1940.
L'adhésion de Wolfgang au parti nazi, et les liens que lui et sa famille entretiennent avec Hermann Göring, lui permettent d'être nommé administrateur (landrat) du district de Bad Hombourg. Attaché au ministère de l'intérieur de la Prusse, il s'occupe alors surtout de questions budgétaires, de taxes, d'affaires civiles et de logement. Comme son frère Philippe, il n'en profite pas moins de ses fonctions pour porter secours à des connaissances persécutées par le régime hitlérien, comme Rudolf von Goldschmidt-Rothschild.

### La Seconde Guerre mondiale et ses conséquences

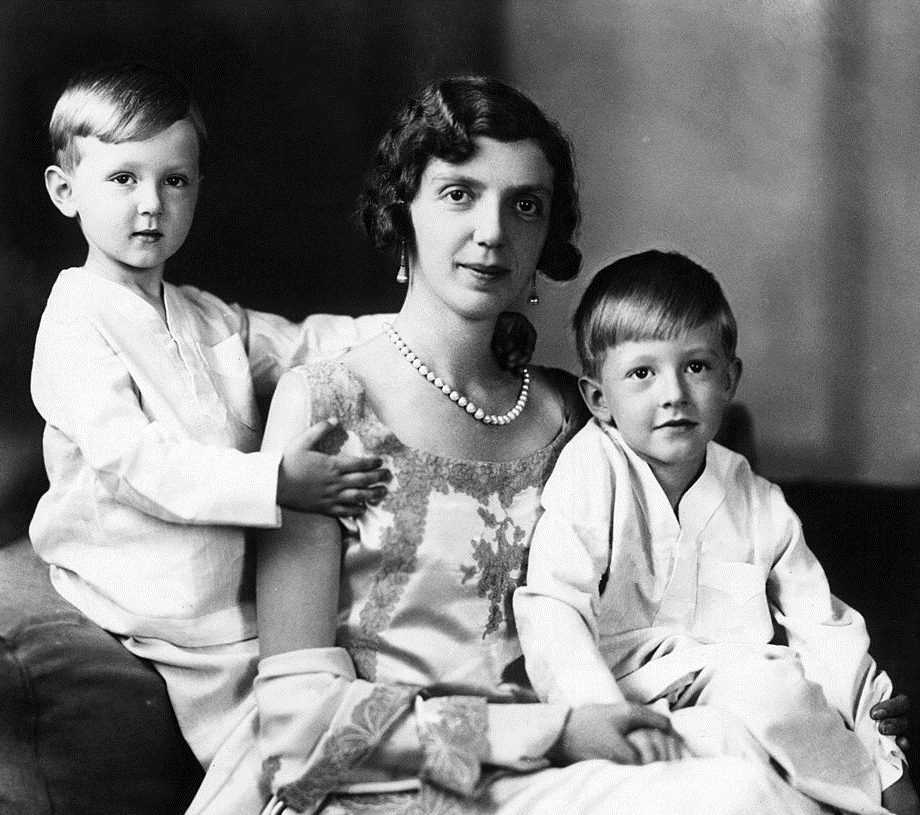
La landgravine Mafalda accompagnée de ses fils Henri et Maurice de Hesse-Cassel.

Au début de la Seconde Guerre mondiale, en 1940, Wolfgang rejoint l'armée allemande, sans pour autant renoncer à son poste de landrat. En avril 1940, le prince participe ainsi à l'invasion et à l'occupation de la Norvège. Par la suite, il sert en Finlande pendant la guerre de Continuation. Cependant, sa participation aux offensives de l'Axe se limitent principalement au génie civil et à l'édification de routes et de ponts à destination de l'armée. Séparée de son époux par la guerre, la princesse Marie-Alexandra de Bade se consacre, quant à elle à l'aide aux soldats blessés organisée par la Frauenschaft.
En 1943, le « décret des princes » oblige Wolfgang à quitter l'armée et à revenir en Allemagne, où il est cependant maintenu dans ses fonctions de landrat de Bad Hombourg. Dans les mêmes moments, son frère Philippe et sa belle-sœur Mafalda d'Italie sont arrêtés par le régime hitlérien tandis qu'un autre de ses frères, Christophe de Hesse-Cassel, meurt dans des circonstances mystérieuses. Bouleversé par la situation, Wolfgang tente de faire jouer ses contacts pour obtenir des informations concernant sa famille mais la hiérarchie nazie lui tourne le dos. Finalement, la princesse Mafalda s'éteint à Buchenwald, le 27 août 1944.
Quelques mois plus tôt, une autre catastrophe touche plus directement le prince Wolfgang. Dans la nuit du 29 au 30 janvier 1944, son épouse, la princesse Marie-Alexandra, périt ensevelie sous un bâtiment après un bombardement aérien sur Francfort.

### L'Après-guerre et le procès en dénazification
La défaite de l'Allemagne et son occupation par les Alliés amènent de nouvelles difficultés dans la vie de Wolfgang et de ses proches. L'armée américaine entre dans Kronberg le 29 mars 1945 et Friedrichshof est alors partiellement occupé. Avant l'arrivée des GI, les Hesse-Cassel font disparaître des documents compromettants, comme les livres à caractère politique de leur bibliothèque. Ils cachent aussi une partie de leurs biens, et notamment les joyaux de la famille, que Wolfgang a pris soin de retirer de la banque où ils étaient conservés pour les cacher dans le cellier du château. Cette précaution n'est pas vaine puisque les troupes américaines se livrent à de nombreux larcins dans le château. Beaucoup d'objets y sont subtilisés et ses caves sont pillées tandis que les paons du domaine sont tués et rôtis devant leurs propriétaires. 
Le 12 avril 1945, les services de renseignements américains arrêtent Wolfgang et sa famille est chassée de Friedrichshof. Le prince est ensuite enfermé dans différents camps, parmi lesquels celui de Darmstadt, où il a au moins le bonheur de retrouver son frère Philippe vivant. Finalement, Wolfgang est libéré le 6 novembre 1946. Il n'en subit pas moins un procès en dénazification, en juin 1948, qui le classe en catégorie V (« personne ayant montré une résistance active au régime nazi »), ce qui l'exonère de toute responsabilité dans le Troisième Reich. Ce verdict étant particulièrement généreux pour une personne ayant exercé la fonction de landrat, appel est interjeté contre le prince et la chambre d'appel centrale de Hesse suspend le verdict le 24 juillet 1950. Cependant, le prince n'ayant eu aucune responsabilité dans la Shoah, les charges contre lui sont finalement abandonnées.
Entre-temps, les joyaux de la maison de Hesse-Cassel ont été volés par des officiers américains en 1946 et seuls 10 % des objets subtilisés sont finalement rendus à leurs légitimes propriétaires, en 1951.

### Retour à une existence normale

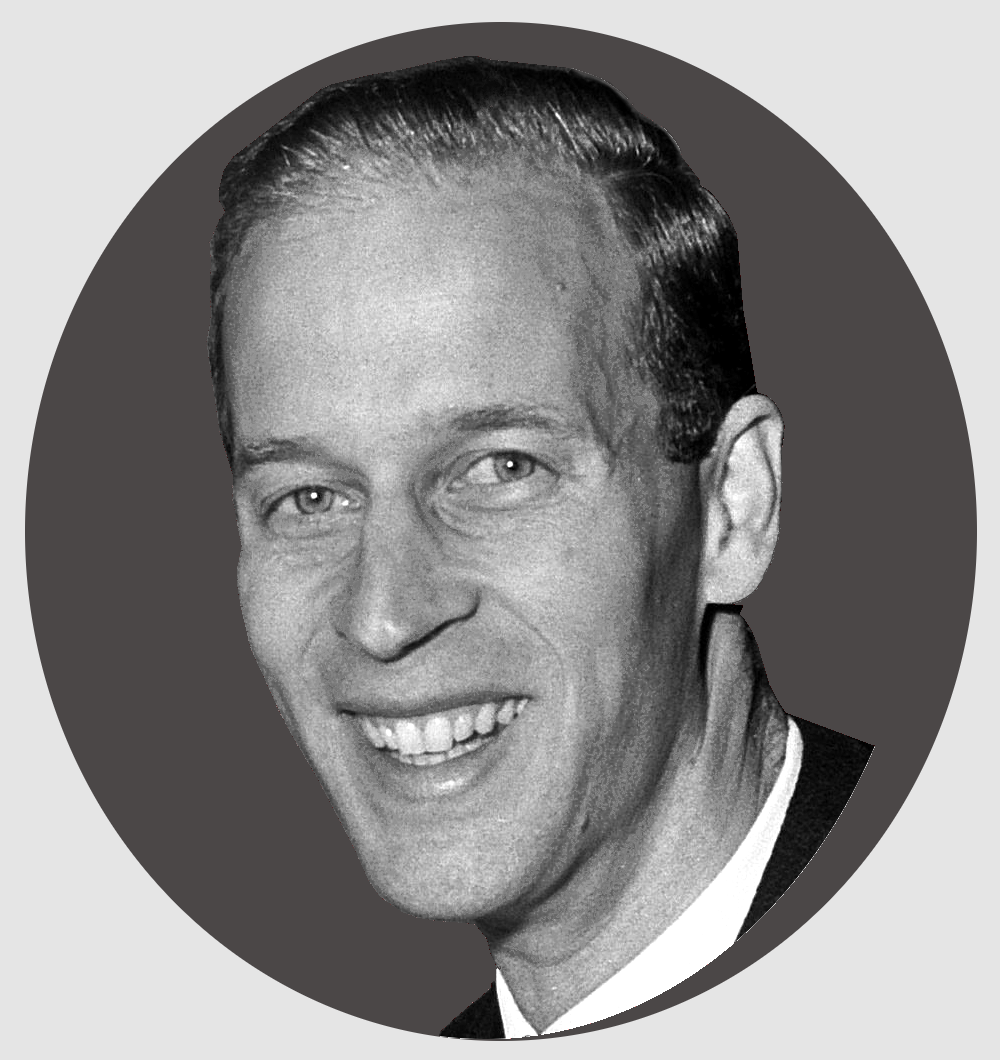
Le prince Charles de Hesse-Cassel (1966), neveu et fils adoptif de Wolfgang.

Veuf depuis 1944, Wolfgang se remarie à Ottilie Moeller en 1948. Le couple se connaît depuis de nombreuses années et Ottilie possédait une boutique de mode à Francfort-sur-le-Main.
Une fois libérés de toute poursuite judiciaire, Wolfgang et son frère Philippe de Hesse-Cassel prennent la direction de la fondation qui gère les biens de leur famille : Wolfgang gère alors les questions financières tandis que son aîné s'occupe de la préservation du patrimoine artistique. C'est ainsi Wolfgang qui a l'idée de transformer Friedrichsof en hôtel de luxe après sa restitution par les Américains en 1953. Dans le même esprit, le prince fait de sa propre résidence le plus luxueux hôtel de Francfort (de).
Resté sans enfant, Wolfgang adopte, en 1952, son neveu le prince Charles, fils de Christophe de Hesse-Cassel et de Sophie de Grèce.

### Dernières années
À la demande de son neveu, l'historien Rainier de Hesse-Cassel, Wolfgang écrit ses mémoires, durant ses vieux jours. D'après l'historien Jonathan Petropoulos, ces mémoires, publiés en 70 exemplaires et destinés à son seul entourage familial, sont l'occasion, pour le prince, de s'apitoyer sur son sort et de minimiser son implication dans le Troisième Reich. L'ouvrage n'en conserve pas moins un certain intérêt historique.
Le prince Wolfgang meurt à l'âge de 92 ans, en 1989. Il était alors le dernier prince survivant à être né à l'époque victorienne[réf. nécessaire].

## Décorations
- Croix de fer (Première Guerre mondiale)[6].

## Arbre généalogique
|  |                                                |  |  |  |  |  |  |  |  |  |  |  |  |  |  |  |
|  | 16. Frédéric de Hesse-Cassel-Rumpenheim        |  |  |  |  |  |  |  |  |  |  |  |  |  |  |  |
|  |                                                |  |  |  |  |  |  |  |  |  |  |  |  |  |  |  |
|  |                                                |  |  |  |  |  |  |  |  |  |  |  |  |  |  |  |
|  | 8. Guillaume de Hesse-Cassel-Rumpenheim        |  |  |  |  |  |  |  |  |  |  |  |  |  |  |  |
|  |                                                |  |  |  |  |  |  |  |  |  |  |  |  |  |  |  |
|  |                                                |  |  |  |  |  |  |  |  |  |  |  |  |  |  |  |
|  | 17. Caroline de Nassau-Usingen                 |  |  |  |  |  |  |  |  |  |  |  |  |  |  |  |
|  |                                                |  |  |  |  |  |  |  |  |  |  |  |  |  |  |  |
|  |                                                |  |  |  |  |  |  |  |  |  |  |  |  |  |  |  |
|  | 4. Frédéric de Hesse-Cassel                    |  |  |  |  |  |  |  |  |  |  |  |  |  |  |  |
|  |                                                |  |  |  |  |  |  |  |  |  |  |  |  |  |  |  |
|  |                                                |  |  |  |  |  |  |  |  |  |  |  |  |  |  |  |
|  | 18. Frédéric de Danemark                       |  |  |  |  |  |  |  |  |  |  |  |  |  |  |  |
|  |                                                |  |  |  |  |  |  |  |  |  |  |  |  |  |  |  |
|  |                                                |  |  |  |  |  |  |  |  |  |  |  |  |  |  |  |
|  | 9. Louise-Charlotte de Danemark                |  |  |  |  |  |  |  |  |  |  |  |  |  |  |  |
|  |                                                |  |  |  |  |  |  |  |  |  |  |  |  |  |  |  |
|  |                                                |  |  |  |  |  |  |  |  |  |  |  |  |  |  |  |
|  | 19. Sophie-Frédérique de Mecklembourg-Schwerin |  |  |  |  |  |  |  |  |  |  |  |  |  |  |  |
|  |                                                |  |  |  |  |  |  |  |  |  |  |  |  |  |  |  |
|  |                                                |  |  |  |  |  |  |  |  |  |  |  |  |  |  |  |
|  | 2. Frédéric-Charles de Hesse-Cassel            |  |  |  |  |  |  |  |  |  |  |  |  |  |  |  |
|  |                                                |  |  |  |  |  |  |  |  |  |  |  |  |  |  |  |
|  |                                                |  |  |  |  |  |  |  |  |  |  |  |  |  |  |  |
|  | 20. Frédéric-Guillaume III de Prusse           |  |  |  |  |  |  |  |  |  |  |  |  |  |  |  |
|  |                                                |  |  |  |  |  |  |  |  |  |  |  |  |  |  |  |
|  |                                                |  |  |  |  |  |  |  |  |  |  |  |  |  |  |  |
|  | 10. Charles de Prusse                          |  |  |  |  |  |  |  |  |  |  |  |  |  |  |  |
|  |                                                |  |  |  |  |  |  |  |  |  |  |  |  |  |  |  |
|  |                                                |  |  |  |  |  |  |  |  |  |  |  |  |  |  |  |
|  | 21. Louise de Mecklembourg-Strelitz            |  |  |  |  |  |  |  |  |  |  |  |  |  |  |  |
|  |                                                |  |  |  |  |  |  |  |  |  |  |  |  |  |  |  |
|  |                                                |  |  |  |  |  |  |  |  |  |  |  |  |  |  |  |
|  | 5. Anne de Prusse                              |  |  |  |  |  |  |  |  |  |  |  |  |  |  |  |
|  |                                                |  |  |  |  |  |  |  |  |  |  |  |  |  |  |  |
|  |                                                |  |  |  |  |  |  |  |  |  |  |  |  |  |  |  |
|  | 22. Charles-Frédéric de Saxe-Weimar-Eisenach   |  |  |  |  |  |  |  |  |  |  |  |  |  |  |  |
|  |                                                |  |  |  |  |  |  |  |  |  |  |  |  |  |  |  |
|  |                                                |  |  |  |  |  |  |  |  |  |  |  |  |  |  |  |
|  | 11. Marie de Saxe-Weimar-Eisenach              |  |  |  |  |  |  |  |  |  |  |  |  |  |  |  |
|  |                                                |  |  |  |  |  |  |  |  |  |  |  |  |  |  |  |
|  |                                                |  |  |  |  |  |  |  |  |  |  |  |  |  |  |  |
|  | 23. Marie Pavlovna de Russie                   |  |  |  |  |  |  |  |  |  |  |  |  |  |  |  |
|  |                                                |  |  |  |  |  |  |  |  |  |  |  |  |  |  |  |
|  |                                                |  |  |  |  |  |  |  |  |  |  |  |  |  |  |  |
|  | 1. Wolfgang de Hesse-Cassel                    |  |  |  |  |  |  |  |  |  |  |  |  |  |  |  |
|  |                                                |  |  |  |  |  |  |  |  |  |  |  |  |  |  |  |
|  |                                                |  |  |  |  |  |  |  |  |  |  |  |  |  |  |  |
|  | 24. Frédéric-Guillaume III de Prusse           |  |  |  |  |  |  |  |  |  |  |  |  |  |  |  |
|  |                                                |  |  |  |  |  |  |  |  |  |  |  |  |  |  |  |
|  |                                                |  |  |  |  |  |  |  |  |  |  |  |  |  |  |  |
|  | 12. Guillaume Ier d'Allemagne                  |  |  |  |  |  |  |  |  |  |  |  |  |  |  |  |
|  |                                                |  |  |  |  |  |  |  |  |  |  |  |  |  |  |  |
|  |                                                |  |  |  |  |  |  |  |  |  |  |  |  |  |  |  |
|  | 25. Louise de Mecklembourg-Strelitz            |  |  |  |  |  |  |  |  |  |  |  |  |  |  |  |
|  |                                                |  |  |  |  |  |  |  |  |  |  |  |  |  |  |  |
|  |                                                |  |  |  |  |  |  |  |  |  |  |  |  |  |  |  |
|  | 6. Frédéric III d'Allemagne                    |  |  |  |  |  |  |  |  |  |  |  |  |  |  |  |
|  |                                                |  |  |  |  |  |  |  |  |  |  |  |  |  |  |  |
|  |                                                |  |  |  |  |  |  |  |  |  |  |  |  |  |  |  |
|  | 26. Charles-Frédéric de Saxe-Weimar-Eisenach   |  |  |  |  |  |  |  |  |  |  |  |  |  |  |  |
|  |                                                |  |  |  |  |  |  |  |  |  |  |  |  |  |  |  |
|  |                                                |  |  |  |  |  |  |  |  |  |  |  |  |  |  |  |
|  | 13. Augusta de Saxe-Weimar-Eisenach            |  |  |  |  |  |  |  |  |  |  |  |  |  |  |  |
|  |                                                |  |  |  |  |  |  |  |  |  |  |  |  |  |  |  |
|  |                                                |  |  |  |  |  |  |  |  |  |  |  |  |  |  |  |
|  | 27. Marie Pavlovna de Russie                   |  |  |  |  |  |  |  |  |  |  |  |  |  |  |  |
|  |                                                |  |  |  |  |  |  |  |  |  |  |  |  |  |  |  |
|  |                                                |  |  |  |  |  |  |  |  |  |  |  |  |  |  |  |
|  | 3. Marguerite de Prusse                        |  |  |  |  |  |  |  |  |  |  |  |  |  |  |  |
|  |                                                |  |  |  |  |  |  |  |  |  |  |  |  |  |  |  |
|  |                                                |  |  |  |  |  |  |  |  |  |  |  |  |  |  |  |
|  | 28. Ernest Ier de Saxe-Cobourg et Gotha        |  |  |  |  |  |  |  |  |  |  |  |  |  |  |  |
|  |                                                |  |  |  |  |  |  |  |  |  |  |  |  |  |  |  |
|  |                                                |  |  |  |  |  |  |  |  |  |  |  |  |  |  |  |
|  | 14. Albert de Saxe-Cobourg-Gotha               |  |  |  |  |  |  |  |  |  |  |  |  |  |  |  |
|  |                                                |  |  |  |  |  |  |  |  |  |  |  |  |  |  |  |
|  |                                                |  |  |  |  |  |  |  |  |  |  |  |  |  |  |  |
|  | 29. Louise de Saxe-Gotha-Altenbourg            |  |  |  |  |  |  |  |  |  |  |  |  |  |  |  |
|  |                                                |  |  |  |  |  |  |  |  |  |  |  |  |  |  |  |
|  |                                                |  |  |  |  |  |  |  |  |  |  |  |  |  |  |  |
|  | 7. Victoria du Royaume-Uni                     |  |  |  |  |  |  |  |  |  |  |  |  |  |  |  |
|  |                                                |  |  |  |  |  |  |  |  |  |  |  |  |  |  |  |
|  |                                                |  |  |  |  |  |  |  |  |  |  |  |  |  |  |  |
|  | 30. Édouard-Auguste de Kent                    |  |  |  |  |  |  |  |  |  |  |  |  |  |  |  |
|  |                                                |  |  |  |  |  |  |  |  |  |  |  |  |  |  |  |
|  |                                                |  |  |  |  |  |  |  |  |  |  |  |  |  |  |  |
|  | 15. Victoria du Royaume-Uni                    |  |  |  |  |  |  |  |  |  |  |  |  |  |  |  |
|  |                                                |  |  |  |  |  |  |  |  |  |  |  |  |  |  |  |
|  |                                                |  |  |  |  |  |  |  |  |  |  |  |  |  |  |  |
|  | 31. Victoire de Saxe-Cobourg-Saalfeld          |  |  |  |  |  |  |  |  |  |  |  |  |  |  |  |
|  |                                                |  |  |  |  |  |  |  |  |  |  |  |  |  |  |  |
|  |                                                |  |  |  |  |  |  |  |  |  |  |  |  |  |  |  |

### Mémoires du prince
- (de) Wolfgang Prinz von Hessen, Aufzeichnungen, Kronberg, Privatdruck, 1986, 266 p..

### Sur le prince et sa famille
- (de) Eckhart G. Franz, Das Haus Hessen : Eine europäische Familie, Stuttgart, Kohlhammer, 2005, 253 p. (ISBN 3-17-018919-0, lire en ligne).
- (en) Jonathan Petropoulos, Royals and the Reich : The Princes von Hessen in Nazi Germany, Oxford University Press, 2006, 524 p. (ISBN 978-0-19-533927-7, lire en ligne).

### Sur l'aventure finlandaise
- (de) Anders Huldén, Finnlands deutsches Königsabenteuer 1918, Reinbek, Traute Warnke, 1997, 282 p. (ISBN 3-9801591-9-1).